# 420
| 420                |
| ------------------ |
| Dødsfald - Fødsler |
|                    |

| Gregoriansk kalender | 420 CDXX                |
| Ab urbe condita      | 1173                    |
| Armensk kalender     | I/T                     |
| Kinesiske kalender   | 3116 – 3117 己未 – 庚申 |
| Etiopisk kalender    | 412 – 413               |
| Jødisk kalender      | 4180 – 4181             |
| Hindukalendere       |                         |
| - Vikram Samvat      | 475 – 476               |
| - Shaka Samvat       | 342 – 343               |
| - Kali Yuga          | 3521 – 3522             |
| Iransk kalender      | 202 BP – 201 BP         |
| Islamisk kalender    | 208 BH – 207 BH         |

## Begivenheder

### Asien
- Efter blot et års regeringstid blev kejser Di afsat af rigets stærke mand, Liu Yu. Dermed opgørte Jin-dynastiets med at eksistere og blev afløst af Liu Song dynastiet. Liu Yu tog titlen kejser Wu. Gong Di overlevede i første omgang, med titel af fyrste.
- Efter kong Yazdegerds død blev den persiske trone overtaget af hans søn Bahram 5., der blev den 15. sassanidiske konge af Persien.

### Europa
- Årets romerske consuler var i øst kejser Theodosius og i vest generalen Constantius.

## Dødsfald
- 30. september – Kirkefaderen Hieronymus døde i Bethlehem.
- Yaballaha, biskop af Seleucia-Ctesiphon 415-420, og dermed overhoved for den kristne kirke i Persien.
- Yazdegerd I, konge af Persien 399-420.